# Битва при Арлабане (1811)
Битва при Арлабане (также известная как Первая битва при Арлабане) произошла на высотах Арлабана, горного перевала, который разделяет баскские провинции Гипускоа и Алава, 25 мая 1811 года, во время Пиренейских войн, являющихся частью наполеоновских войн.
При поддержке местных партизанских отрядов, которые хорошо знали местность, Франсиско Эспос-и-Мина разместил от 3 до 4,5 тыс. испанских партизан по обе стороны перевала на пути во Францию примерно в 20 км к северу от Витории. В восемь часов утра к засаде подошёл конвой, состоящий из 150 повозок и 1050 заключённых в сопровождении 1,6 тыс. французских солдат во главе с полковником Лаффиттом, растянувшийся на 5 км. Через семь часов боя французы наконец сдались, и испанцы захватили центральную часть конвоя. Среди их добычи оказались различные припасы и оружие (конвой оценивался в 4 миллиона реалов), а 1042 британских, португальских и испанских заключенных были освобождены. Конвой стал известен как английский конвой (исп. de los Ingleses), потому что большинство заключённых были британцами.
Это была последняя битва, которую Мина возглавлял в качестве партизанского лидера Наварры. 5 июня его войско, Наваррская дивизия, было объединены с регулярной испанской армией, но он продолжил командовать своей дивизией в войне против французов, в том числе во время второй битвы при Арлабане 9 апреля 1812 года.